# Race Wong
Race Wong Yuen-Ling (nacida el 9 de septiembre de 1982) es una actriz y cantante hongkonesa nacida en Malasia y miembro del grupo hongkonesa 2R junto a su hermana Rosanne Wong. En la actualidad vive y reside en Singapur.
- 黃婉伶, Wong Yuen-Pui.

## Discografía
- 2003: Two of us (tercera versión).
- 2003: Two of us (segunda versión).
- 2003: Two of us (AVEP).
- 2004: United R (segunda versión).
- 2004: United R (primer número, edición especial VCD).
- 2005: 2R Revolution
- 2006: 2R 新歌+精選 (CD+DVD) / The best of 2R (CD+DVD).

## Películas
| Año  | Título                        | Rol        | Premio (s).                                                   |
| ---- | ----------------------------- | ---------- | ------------------------------------------------------------- |
| 2003 | Hearts of fencing             |            |                                                               |
| 2003 | Sound of colours              |            |                                                               |
| 2004 | Love is a many stupid thing   |            |                                                               |
| 2004 | Ab-normal beauty              | Jiney      | Nominada - Hong Kong Film Award for Best New Performer        |
| 2004 | Sunshine heartbeat            |            |                                                               |
| 2005 | The unusual youth             | Suki       |                                                               |
| 2005 | Moments of love               | Strawberry |                                                               |
| 2005 | The China's next top princess | Pearl      |                                                               |
| 2006 | Cocktail                      | Stella     |                                                               |
| 2006 | Black night                   | Hosie      |                                                               |
| 2006 | The third eye                 |            |                                                               |
| 2007 | Dancing lion                  |            |                                                               |
| 2008 | A decade of love              |            |                                                               |
| 2008 | True women for sale           |            | Nominación - Hong Kong film award for best supporting actress |
| 2008 | See you in You Tube           |            |                                                               |
| 2009 | Short of love                 | Christy    |                                                               |
| 2010 | Shanghái                      |            |                                                               |